# Farofa Carioca
Farofa Carioca è il nome di gruppo musicale brasiliano, fondato nel 1990 e famoso per le sue composizioni che variano dal Bossanova al Samba puro, passando per il rock e il funk. Il gruppo deve molto a Seu Jorge, suo cantante nonché attore e compositore solista. Nonostante una ristretta discografia, hanno guadagnato in poco tempo un'ottima reputazione a livello internazionale, soprattutto grazie al loro album di esordio Moro no Brasil.

## Discografia
- Moro no Brasil  (1998) PolyGram
- Tributo a Tim Maia (2000) Vários
- Soul Brasileiro (2000) (vários) Universal Music
- Tubo de Ensaio (2008) Independente